# ヨルズ
ヨルズ（古ノルド語: Jörð、「大地」の意）とは、北欧神話に登場する女神である。『ギュルヴィたぶらかし』ではアース神族の一人に数えられている。ヨルズは一般に大地の化身と考えられている。後述するようにフロージュン (Hlóðyn) およびフィヨルギュン (Fjörgyn) と同一視される。

## 概要
『ギュルヴィたぶらかし』によると、ヨルズはオーディンの妻の一人で、トールの母であるという。またオーディンが「万物の父」であるがゆえに、ヨルズはオーディンの妻であると同時に「娘」であるともされている。また『ギュルヴィたぶらかし』や『詩語法』では、ヨルズはアンナルとノーットの娘であり、アウズとダグの異父兄弟とされている。
『巫女の予言』にその名前が登場するフロージュンとフィヨルギュンもまた、オーディンの子であるトールの母とされているため、ヨルズに同一視される。また『詩語法』では「大地」の言い換えとして、「ヨルズ」と並び「フロージュン」「フィヨルギュン」が挙げられている。
『詩語法』では、ヨルズを表すケニングとして、「トールの母」「シヴの義母」「オーナル（アンナル）の娘」「ノーットの娘」「アウズの姉妹」「ダグの姉妹」「オーディンの花嫁」「フリッグのライバル」「リンドのライバル」「グンロズのライバル」「ユミルの肉」（すなわち「大地」）、「風の館の床または底」「獣たちの海」が挙げられている。またトールのケニングとして「ヨルズの子」というものも挙げられている。
ヨルズという言葉は、古ノルド語で「大地」を指す一般名詞であった。またこの語は現在の北欧諸語における同義語の祖語となっており（アイスランド語の jörð, フェロー語の jørð, デンマーク語・スウェーデン語・ノルウェー語の jord）、また英語の earth の同根語ともなっている。
フィヨルギュンという言葉は、ゴート語の fairguni （山）や古英語の firgen （山の森）、そしてバルト・スラヴ族(en) の雷神 Perkunos (en) と同根語であると考えられている。これは、ゲルマン神話においては新世代の雷神 *Þunraz の祖父、あるいは雷の化身としてしばしば登場する、原インド・ヨーロッパ人(en) の（あるいは少なくとも北部地域のバルト＝スラヴ＝ゲルマン人の）雷神を指す言葉である、インド・ヨーロッパ祖語の *Perk(w) を説明できるかもしれない。

## 脚注

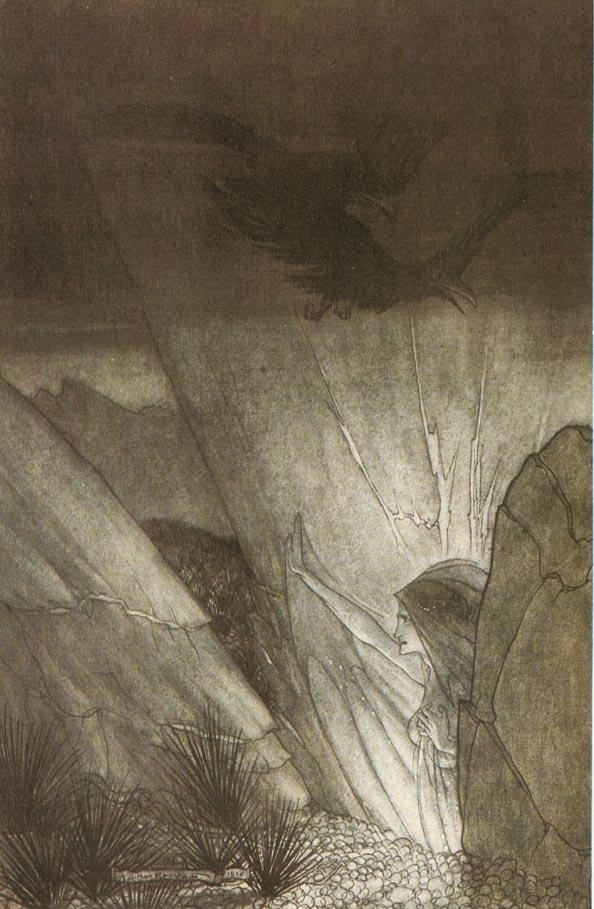
リヒャルト・ワーグナーの楽劇『ニーベルングの指環』には、ヨルズに相当する大地の女神エルダ(Erda)が登場する。ヴォータンに警告を与える知恵深き女神で、ブリュンヒルデの母となる。